# Süddeutsche Fußballmeisterschaft 1903/04

Spieler des Karlsruher FV im Jahr 1904.

Die süddeutsche Fußballmeisterschaft 1903/04 des Verbandes Süddeutscher Fußball-Vereine gewann zum vierten Mal in Folge der Karlsruher FV, dieses Jahr im Endspiel durch einen 5:0-Erfolg gegen den Frankfurter FC Germania. Wie in den meisten Jahren zuvor, war auch diese Meisterschaft durch kurzfristige Spielabsagen und teilweise erratische Änderungen der ursprünglichen Ansetzungen beeinträchtigt, so dass die Schlussphase aus heutiger Sicht schwer nachzuvollziehen ist. Termin, Ort und Ergebnis des Endspiels sind aber belegt.
Jedenfalls war es der vierte, nach anderen Quellen sogar fünfte Gewinn der süddeutschen Fußballmeisterschaft für die Karlsruher, die sich dadurch für die deutsche Fußballmeisterschaft 1903/04 qualifizierten. Bei dieser schieden die Karlsruher bereits in der ersten Runde aus, bewirkten aber durch einen Protest gegen die Spielwertung sogar den Abbruch der deutschen Fußballmeisterschaft: Zum ersten Endrundenspiel um die deutsche Meisterschaft mussten die Karlsruher bei Britannia 92 Berlin antreten. Der KFV absolvierte dieses Spiel, das mit 1:6 verloren ging, nicht mit seiner besten Aufstellung, da einige Spieler keinen Urlaub für die weite Reise bekommen hatten. Da das Spiel zudem nicht wie vorgesehen an einem neutralen Ort stattfand, legte der Verein beim DFB Protest gegen dessen Wertung ein. Über diesen Einspruch wurde erst am Morgen des Endspieltermins am 22. Mai 1904 beraten, als die DFB-Funktionäre zu ihrem jährlichen Bundestag zusammenkamen. Der DFB erkannte den Protest der Karlsruher an, sagte kurzerhand das für den Nachmittag geplante Endspiel ab und setzte die Meisterschaft in diesem Jahr aus. Pikanterweise war auf derselben Tagung der Vorsitzende des KFV, Friedrich Wilhelm Nohe, zum neuen DFB-Präsidenten gewählt worden.

## Modus und Übersicht
Zum erstmals angewandten Spielbetrieb im Rundenturnier wurde das Gebiet des Verbands Süddeutscher Fußball-Vereine (VSFV) in sechs Gaue aufgeteilt, deren Meister sich für die süddeutsche Endrunde qualifizierten. Die regionalen Gegebenheiten waren jedoch höchst unterschiedlich. Während der Maingau aufgrund der großen Anzahl von Mannschaften in Staffeln aufgeteilt werden musste, beschränkte sich der Spielbetrieb beispielsweise in ganz Bayern auf noch wenige Vereine. Neben einer Münchner Stadtmeisterschaft wurde mit dem Nürnberg-Fürther Fußball-Bund im Laufe der Saison ein weiterer Verband gegründet. Zu Beginn der Spielzeit 1903/04 gehörten dem VSFV erst 65 Vereine an.
| Gau         | Gaumeister              |
| ----------- | ----------------------- |
| Main        | Frankfurter FC Germania |
| Mittelbaden | Karlsruher FV           |
| Oberbayern  | FC Bayern München       |
| Oberrhein   | Straßburger FV          |
| Pfalz       | Mannheimer FG 1896      |
| Schwaben    | Stuttgarter Cickers     |

## Gau Main
Die mit Abstand größte Beteiligung gab es im Rhein-Main-Gebiet, für den Maingau meldeten insgesamt 32 Mannschaften, so dass hier eine Unterteilung in Staffeln vorgenommen werden musste. In der Staffel Westmain traten 13 Mannschaften in einer einfachen Runde gegeneinander an, Helvetia Bockenheim zog seine Mannschaft allerdings schon vor Rundenbeginn zurück. In Frankfurt wurde im Anschluss an die Verbandsrunde des VSFV eine Meisterschaft des Frankfurter Association Bunds ausgetragen, an der sich vier Mannschaften beteiligten und die der Frankfurter FC 1899 Kickers für sich entschied.

### Staffel Ostmain
| Pl. | Verein                  | Sp. | S | U | N | Tore    | Quote | Punkte |
| --- | ----------------------- | --- | - | - | - | ------- | ----- | ------ |
| 1.  | Darmstädter FC          | 5   | 5 | 0 | 0 | 025:500 | 5,00  | 10:0   |
| 2.  | 1. Hanauer FC 1893      | 5   | 4 | 0 | 1 | 038:600 | 6,33  | 08:20  |
| 3.  | FC Viktoria Hanau       | 5   | 3 | 0 | 2 | 039:900 | 4,33  | 06:40  |
| 4.  | Kickers Offenbach       | 5   | 2 | 0 | 3 | 011:130 | 0,85  | 04:60  |
| 5.  | Teutonia 1900 Offenbach | 5   | 1 | 0 | 4 | 004:360 | 0,11  | 02:80  |
| 6.  | Viktoria Aschaffenburg  | 5   | 0 | 0 | 5 | 004:520 | 0,08  | 0:10   |

### Staffel Westmain
| Pl. | Verein                       | Sp. | S  | U | N  | Tore    | Quote | Punkte |
| --- | ---------------------------- | --- | -- | - | -- | ------- | ----- | ------ |
| 1.  | Frankfurter FC Germania 1894 | 11  | 10 | 0 | 1  | 076:100 | 7,60  | 20:20  |
| 2.  | Frankfurter FC 1899 Kickers  | 11  | 8  | 1 | 2  | 066:260 | 2,54  | 17:50  |
| 3.  | FC Hermannia Frankfurt       | 11  | 7  | 1 | 3  | 040:250 | 1,60  | 15:70  |
| 4.  | 1. Wiesbadener FC            | 11  | 7  | 1 | 3  | 040:290 | 1,38  | 15:70  |
| 5.  | FSV Frankfurt                | 11  | 6  | 1 | 4  | 056:240 | 2,33  | 13:90  |
| 6.  | FV Amicitia Bockenheim       | 11  | 4  | 3 | 4  | 040:230 | 1,74  | 11:11  |
| 7.  | Bockenheimer FVgg            | 11  | 5  | 1 | 5  | 030:390 | 0,77  | 11:11  |
| 8.  | FC Germania Bockenheim       | 11  | 5  | 1 | 5  | 027:390 | 0,69  | 11:11  |
| 9.  | Frankfurter FC Victoria 1899 | 11  | 4  | 1 | 6  | 029:290 | 1,00  | 09:13  |
| 10. | Frankfurter FC 1902          | 11  | 3  | 0 | 8  | 018:360 | 0,50  | 06:16  |
| 11. | FC Alemannia Griesheim       | 11  | 1  | 1 | 9  | 009:750 | 0,12  | 03:19  |
| 12. | 1. Rödelheimer FC            | 11  | 0  | 1 | 10 | 004:800 | 0,05  | 01:21  |
| 13. | FC Helvetia Bockenheim a     | 0   | 0  | 0 | 0  | 000:000 | 1,00  | 0:0    |

## Gau Mittelbaden
In Mittelbaden dominierte der süddeutsche Titelverteidiger Karlsruher FV und ließ die lokale Konkurrenz hinter sich.
| Pl. | Verein                 | Sp. | S | U | N | Tore    | Quote | Punkte |
| --- | ---------------------- | --- | - | - | - | ------- | ----- | ------ |
| 1.  | Karlsruher FV (SM)     | 2   | 2 | 0 | 0 | 013:100 | 13,00 | 04:0   |
| 2.  | FC Frankonia Karlsruhe | 2   | 1 | 0 | 1 | 004:800 | 0,50  | 02:20  |
| 3.  | Karlsruher FC Phönix   | 2   | 0 | 0 | 2 | 004:120 | 0,33  | 0:40   |
| 4.  | 1. FC Pforzheim b      | 0   | 0 | 0 | 0 | 000:000 | 1,00  | 0:0    |

| (SM) | süddeutscher Titelverteidiger |

## Gau Oberbayern
In Oberbayern wurde erstmals eine Meisterschaft des Münchner Fußball-Bunds ausgespielt, an der sechs Vereine teilgenommen hatten und aus deren Herbstserie die Fußballabteilung des MTV München hervorgegangen war. Diese Meisterschaft diente nicht als Qualifikation für die süddeutsche Endrunde. Ob zusätzlich noch eine Frühjahrsrunde stattfand, ist aufgrund der schlechten Quellenlage unbekannt. An der VsFV-Meisterschaft nahm der FC Bayern München teil, weil „keine andere Mannschaft gemeldet hatte“.

## Gau Oberrhein
| Pl. | Verein               | Sp. | S | U | N | Tore    | Quote | Punkte |
| --- | -------------------- | --- | - | - | - | ------- | ----- | ------ |
| 1.  | Straßburger FV       | 3   | 3 | 0 | 0 | 019:600 | 3,17  | 06:0   |
| 2.  | Freiburger FC        | 3   | 2 | 0 | 1 | 015:700 | 2,14  | 04:20  |
| 3.  | FC Mülhausen 1893    | 3   | 0 | 1 | 2 | 005:130 | 0,38  | 01:50  |
| 4.  | Straßburger FC Donar | 3   | 0 | 1 | 2 | 008:210 | 0,38  | 01:50  |

## Gau Pfalz
In Pfalz spielten nur Vereine aus Mannheim, Ludwigshafener Vereine nahmen noch nicht an den Verbandsspielen teil. Mannschaften aus Kaiserslautern, Pirmasens, Zweibrücken und Landau spielten im Verband Pfälzer Vereine für Bewegungsspiele.
| Pl. | Verein                      | Sp. | S | U | N | Tore    | Quote | Punkte |
| --- | --------------------------- | --- | - | - | - | ------- | ----- | ------ |
| 1.  | Mannheimer FG 1896          | 3   | 3 | 0 | 0 | 018:000 | ∞     | 06:0   |
| 2.  | Mannheimer FC Viktoria 1897 | 3   | 2 | 0 | 1 | 007:900 | 0,78  | 04:20  |
| 3.  | Mannheimer FG Germania 1897 | 3   | 1 | 0 | 2 | 003:100 | 0,30  | 02:40  |
| 4.  | Mannheimer FG Union 1897    | 3   | 0 | 0 | 3 | 005:140 | 0,36  | 0:60   |

## Gau Schwaben

Die Mannschaft der Stuttgarter Kickers 1903/04. Über Jahre hinweg die Nummer eins in Schwaben, konnten sie sich allerdings auf süddeutscher Ebene erst 1907/08 durchsetzen.

Auch in Schwaben beteiligten sich nur einige wenige Vereine aus der württembergischen Hauptstadt.
| Pl. | Verein                    | Sp. | S | U | N | Tore    | Quote | Punkte |
| --- | ------------------------- | --- | - | - | - | ------- | ----- | ------ |
| 1.  | Stuttgarter Cickers       | 3   | 3 | 0 | 0 | 011:000 | ∞     | 06:0   |
| 2.  | Stuttgarter FC 1894       | 3   | 2 | 0 | 1 | 010:900 | 1,11  | 04:20  |
| 3.  | Süddeutscher FC Stuttgart | 3   | 0 | 1 | 2 | 004:100 | 0,40  | 01:50  |
| 4.  | FC Karlsvorstadt          | 3   | 0 | 1 | 2 | 002:800 | 0,25  | 01:50  |
| 5.  | FA Privat TV Ulm c        | 0   | 0 | 0 | 0 | 000:000 | 1,00  | 0:0    |

## Endrunde um die süddeutsche Meisterschaft
Daten und Austragungsorte des Karlsruher FV (alle Spiele) nach Ivo Schricker, der selbst mitwirkte.

### Viertelfinale
| Datum           |                                       | Ergebnis |                                        | Ort     |
| --------------- | ------------------------------------- | -------- | -------------------------------------- | ------- |
| 31. Januar 1904 | Straßburger FV (Sieger Gau Oberrhein) | 1:1      | Karlsruher FV (Sieger Gau Mittelbaden) | Hagenau |

| Datum            |                                                        | Ergebnis |                                         | Ort       |
| ---------------- | ------------------------------------------------------ | -------- | --------------------------------------- | --------- |
| 14. Februar 1904 | Frankfurter FC Germania 1894 (Sieger Staffel Westmain) | 2:1 d    | Darmstädter FC (Sieger Staffel Ostmain) | Offenbach |

| Datum            |                                           | Ergebnis |                                           | Ort |
| ---------------- | ----------------------------------------- | -------- | ----------------------------------------- | --- |
| 14. Februar 1904 | Stuttgarter Kickers (Sieger Gau Schwaben) | 5:0 e    | FC Bayern München (Sieger Gau Oberbayern) | Ulm |

Wiederholungsspiele:
| Datum            |                                        | Ergebnis |                                       | Ort     |
| ---------------- | -------------------------------------- | -------- | ------------------------------------- | ------- |
| 14. Februar 1904 | Karlsruher FV (Sieger Gau Mittelbaden) | 4:1      | Straßburger FV (Sieger Gau Oberrhein) | Hagenau |

| Datum         |                                                        | Ergebnis |                                         | Ort       |
| ------------- | ------------------------------------------------------ | -------- | --------------------------------------- | --------- |
| 13. März 1904 | Frankfurter FC Germania 1894 (Sieger Staffel Westmain) | 2:1      | Darmstädter FC (Sieger Staffel Ostmain) | Frankfurt |

### Halbfinale
Nun sollte der KFV am 28. Februar 1904 bei Mannheim 1896 antreten, doch wurde die Partie am Vortag abgesagt und, wie es scheint, nicht neu angesetzt. Die Mannheimer trafen stattdessen auf Germania Frankfurt, Karlsruhe auf die Stuttgarter Kickers. Grund hierfür war die Verzögerung im Viertelfinale.
| Datum         |               | Ergebnis  |                     | Ort                  |
| ------------- | ------------- | --------- | ------------------- | -------------------- |
| 13. März 1904 | Karlsruher FV | 2:0 (0:0) | Stuttgarter Kickers | Straßburg (Le Nôtre) |

Torschützen für Karlsruhe waren Wetzler und Zinser.
| Datum         |                                                | Ergebnis |                                       | Ort       |
| ------------- | ---------------------------------------------- | -------- | ------------------------------------- | --------- |
| 20. März 1904 | Frankfurter FC Germania 1894 (Sieger Gau Main) | 4:0      | Mannheimer FG 1896 (Sieger Gau Pfalz) | Frankfurt |

### Finale
| Datum         |               | Ergebnis |                              | Ort      |
| ------------- | ------------- | -------- | ---------------------------- | -------- |
| 27. März 1904 | Karlsruher FV | 5:0      | Frankfurter FC Germania 1894 | Mannheim |

KFV: Wilhelm Langer – Fritz Gutsch, Kohts – Erwin Schricker, Ivo Schricker, A. Holdermann („neu aus London“) – Hans Ruzek, Louis Heck, Rudolf Wetzler, Julius Zinser, Fritz Langer. Die Tore beim 5:0 erzielten Wetzler (2) sowie Heck, Zinser und Holdermann.